# Amerikaans-Russische gevangenenruil 2024

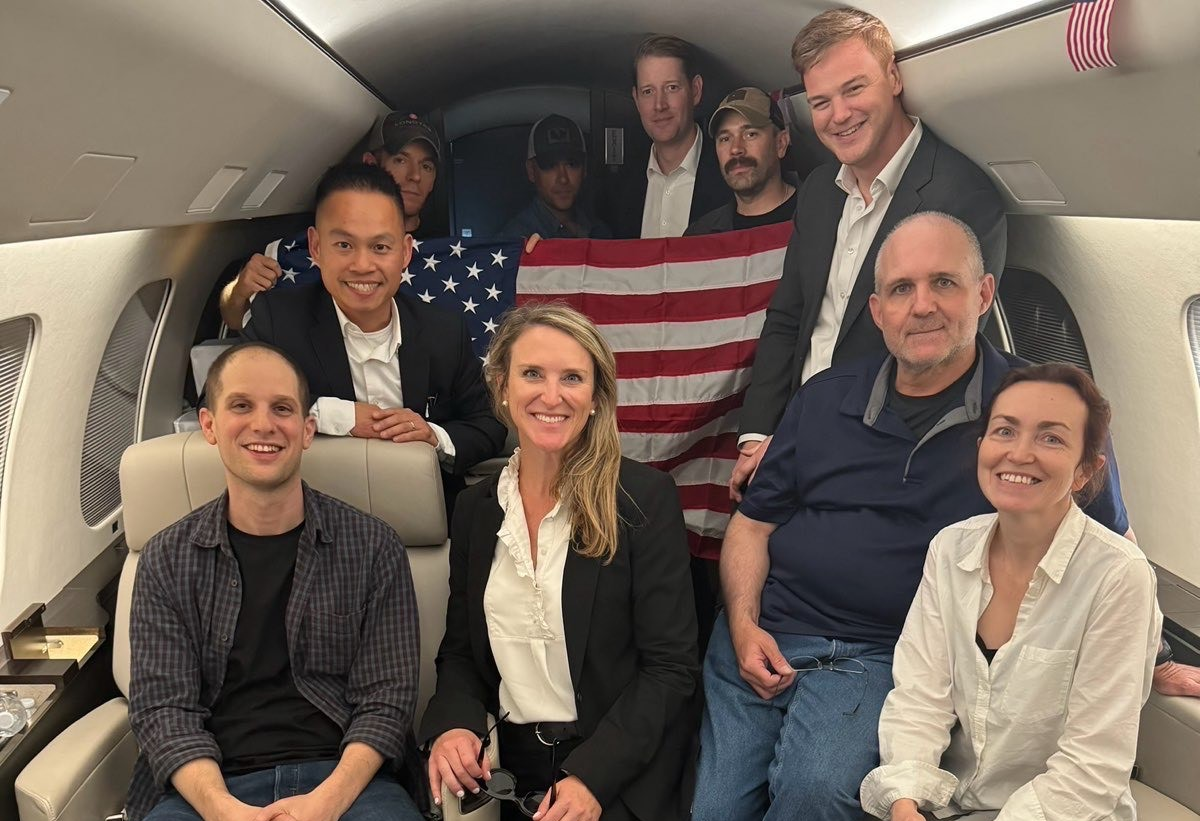
Vrijgelaten Amerikanen, op een vlucht naar de Verenigde Staten

Op 1 augustus 2024 kwam de Amerikaans-Russische gevangenenruil tot stand. Het is de grootste gevangenenruil sinds het einde van de Koude Oorlog tussen westerse landen en Rusland, waarbij zesentwintig personen werden vrijgelaten. De gevangenruil vond plaats op initiatief van de Verenigde Staten. Rusland en Wit-Rusland lieten zestien gevangenen vrij, terwijl de Verenigde Staten, Duitsland, Polen, Slovenië en Noorwegen gezamenlijk acht gevangenen en twee minderjarigen vrijlieten. De gevangenenruil vond plaats op de luchthaven Ankara Esenboga in Turkije.

## Vrijgelaten door Rusland en Wit-Rusland

### Amerikaanse ingezetenen
- Evan Gershkovich, journalist voor The Wall Street Journal gespecialiseerd in verslaggeving over Rusland, beschuldigd van spionage, veroordeeld in 2024 tot 16 jaar gevangenisstraf.
- Paul Whelan, voormalig marinier, werkzaam in bedrijfsbeveiliging, beschuldigd van spionage, veroordeeld in 2020 tot 16 jaar gevangenisstraf. Hij zou betrapt zijn met een USB-stick met Russische staatsgeheimen.
- Alsu Kurmasheva, Amerikaans-Russische journalist, beschuldigd van het verspreiden van valse informatie over het Russische leger in Oekraïne, veroordeeld in 2024 tot 6,5 jaar gevangenisstraf.

### Duitse ingezetenen
- Rico Krieger, hulpverlener bij het Duitse Rode Kruis, in 2024 ter dood veroordeeld in Wit-Rusland op beschuldiging van terrorisme. De Wit-Russische president Aleksandr Loekasjenko had hem gratie verleend.
- Kevin Lick, een Russisch-Duits staatsburger en middelbaar scholier, gearresteerd in Zuid-Rusland in 2023 en beschuldigd van het nemen van foto's van een militaire eenheid en deze te versturen naar een vertegenwoordiger van een buitenlandse staat, veroordeeld wegens verraad tot 4 jaar gevangenisstraf.
- Demuri (Dieter) Voronin, Russisch-Duitse politicoloog, veroordeeld wegens verraad in 2023 tot 13 jaar en drie maanden gevangenisstraf. Hij was betrokken bij het proces tegen de journalist Ivan Safronov voor hoogverraad, waarvoor hij werkte. Safronov zou hem informatie over Russische militaire activiteiten hebben gegeven, die hij vervolgens zou doorgespeeld hebben aan de Duitse inlichtingendienst.
- Herman Moyzhes, Russisch-Duitse migratieadvocaat die in mei 2024 werd gearresteerd in Sint-Petersburg en naar verluidt beschuldigd werd van verraad omdat hij Russische burgers hielp bij het verkrijgen van verblijfsvergunningen in Europa.
- Patrick Schoebel, gearresteerd in februari 2024 op luchthaven Poelkovo op beschuldiging van drugssmokkel wegens het bezit van cannabis gummies.

### Russische ingezetenen
- Ilja Jasjin, Russisch-Franse prominent oppositiepoliticus, veroordeeld tot 8,5 jaar gevangenisstraf eind 2022 wegens het verspreiden van valse informatie over het Russische leger. Hij bekritiseerde onder meer de Russische invasie van Oekraïne sinds 2022.
- Oleg Orlov, Russisch-Franse mensenrechtenactivist, veroordeeld tot 2,5 jaar gevangenisstraf voor het in diskrediet brengen van het Russische leger.
- Lilja Tsjanitsjeva, coördinator van het regionale kantoor van de Russische oppositieleider Aleksej Navalny in Oefa, veroordeeld wegens extremisme tot 9,5 jaar gevangenisstraf.
- Ksenia Fadeeva, coördinator van het regionale kantoor van Aleksej Navalny in Tomsk, veroordeeld wegens extremisme tot 9 jaar gevangenisstraf.
- Vadim Ostanin, coördinator van het regionale kantoor van Aleksej Navalny in Barnaoel, veroordeeld wegens extremisme tot 9 jaar gevangenisstraf.
- Alexandra (Sasha) Skotsjilenko, een Russisch-Franse artieste en auteur, veroordeeld in 2023 tot 7 jaar gevangenisstraf voor het verspreiden van valse informatie over het Russische leger. Bij wijze van een protestdaad verving ze prijskaartjes in een winkel in Sint-Petersburg door anti-oorlogsboodschappen tegen de Russische invasie van Oekraïne sinds 2022.
- Andrej Pivovarov, voormalig hoofd van de Russische oppositiegroep Open Rusland, veroordeeld in juli 2022 tot 4 jaar strafkolonie voor het uitvoeren van activiteiten van een ongewenste organisatie.
- Vladimir Kara-Moerza, Russisch-Britse prominente politicus van de Russische oppositie, in 2023 veroordeeld tot 25 jaar gevangenisstraf wegens verraad en andere aanklachten.

## Russische ingezetenen, vrijgelaten door westerse landen
- Vadim Krasikov, gepensioneerd FSB-geheim agent, in 2021 in Duitsland veroordeeld tot levenslang voor de moord op de Tsjetsjeens-Georgische dissident Zelimkhan Khangoshvili in een park in Berlijn.
- Vadim Konosjtsjenok, een agent van de Russische veiligheidsdienst, in 2022 gearresteerd in Estland en uitgeleverd aan de Verenigde Staten op beschuldiging van het smokkelen van munitie en dual-use technologie.
- Vladislav Kljoesjin, zakenman en hacker, in 2023 in Boston in de Verenigde Staten veroordeeld tot 9 jaar gevangenisstraf voor frauduleuze praktijken.
- Roman Seleznev, hacker en fraudeur, in 2017 in de Verenigde Staten veroordeeld tot 27 jaar gevangenisstraf voor het hacken van meer dan 500 bedrijven en het stelen van miljoenen creditcardnummers.
- Het koppel Artem Doeltsev en Anna Doeltseva, beiden gearresteerd op beschuldiging van spionage in Ljubljana, Slovenië, in 2022 en elk veroordeeld tot 19 maanden gevangenisstraf. Hun 2 kinderen keerden mee terug naar Rusland.
- Mikhail Mikoesjin, gearresteerd in Noorwegen in 2022 op beschuldiging van spionage. Hij deed zich voor als een Braziliaanse wetenschapper.
- Pablo González Yagüe, geboren als Pavel Roebtsov, in 2022 in Polen gearresteerd op beschuldiging van spionage.  Hij deed zich voor als een Spaanse journalist.[2]